# Tony Gonzales
Ernest Anthony «Tony» Gonzales II (San Antonio, Texas, 10 de octubre de 1980) es un exmilitar y político estadounidense. Afiliado al Partido Republicano, desde 2021 se desempeña como miembro de la Cámara de Representantes de los Estados Unidos en representación del 23.º distrito congresional de Texas.

## Educación
Gonzales obtuvo un título de Asociado en Artes de la Universidad Chaminade, una Licenciatura en Ciencias de la Universidad Excelsior, un certificado de posgrado en estudios legislativos de la Universidad de Georgetown y una Maestría en Artes de la Universidad Pública Estadounidense. Está en un programa de doctorado en la Universidad del Sur de Misisipi, donde se ha especializado en desarrollo internacional, estudios de seguridad y política internacional.

## Carrera
De 1999 a 2019, Gonzales sirvió en la Marina de los Estados Unidos y se retiró con el rango de Suboficial Mayor. Siendo un criptólogo capacitado, Gonzales fue enviado a Irak y Afganistán. También estuvo destinado en Tampa, Pensacola, Bahía de Kāneʻohe y San Antonio; y asignado a la Oficina de Asuntos Legislativos de la Marina de los Estados Unidos.
Gonzales se desempeñó como miembro del Departamento de Defensa en la oficina del senador Marco Rubio y trabajó además como profesor asistente de ciencias políticas en la Universidad de Maryland.

### Cámara de Representantes de los Estados Unidos
Gonzales se postuló para el 23.º distrito congresional de Texas en las elecciones de 2020. En las primarias republicanas, Gonzáles derrotó por poco a Raul Reyes. Durante las primarias, Gonzales fue respaldado por Will Hurd y el presidente Donald Trump. En las elecciones generales de noviembre, Gonzales derrotó a la candidata demócrata Gina Ortiz Jones. El mandato de Gonzales comenzó el 3 de enero de 2021.

## Posiciones ideológicas

### Aborto
Gonzales se describe a sí mismo como provida. Copatrocinó la Ley de divulgación completa del seguro de aborto y sin financiación de los contribuyentes para el aborto de 2021 (HR 18), que tiene como objetivo codificar la Enmienda Hyde que prohíbe la financiación federal para los abortos.

### Armas
Gonzales apoyó enmendar la Ley de Autorización de Defensa Nacional de 2021 para eliminar una disposición de ley de bandera roja propuesta. Él y otros republicanos de la Cámara firmaron una carta que argumentaba que la disposición infringiría los derechos de la Segunda Enmienda y permitiría que «los jueces y magistrados militares emitieran órdenes de confiscación de armas en tribunales militares».
Después del tiroteo en el colegio primario Robb, ocurrido en el distrito al que Gonzales representa, votó a favor de la Ley bipartidista de comunidades más seguras y citó su experiencia de crecer en un hogar abusivo como su razón para apoyar la ley.

### Ciberseguridad
Gonzales ha citado la seguridad cibernética como «una de las principales prioridades del Congreso» y ha apoyado una mayor financiación para la infraestructura de Texas contra actos de ciberterrorismo o ransomware.

### Inmigración
Gonzales apoya mantener vigente el Título 42 y, junto con los senadores John Cornyn y Ted Cruz, escribió al Secretario del Departamento de Seguridad Nacional, Alejandro Mayorkas, y al Secretario del Departamento de Salud y Servicios Humanos, Xavier Becerra, argumentando que la eliminación del Título 42 fomentaría la inmigración ilegal en la frontera sur.
En 2022, Gonzales argumentó que, si bien la política 'Quédate en México' promulgada por la administración Trump tenía fallas, había sido una estrategia efectiva para prevenir la inmigración ilegal y el fraude de asilo, y que la derogación de las leyes sobre inmigración ilegal y procesamiento de asilo fuera del suelo había dado lugar a casos como las muertes en un remolque en San Antonio a principios de ese año. En respuesta a la derogación del programa Quédate en México bajo la administración Biden, Gonzales pidió un aumento de jueces de inmigración para procesar casos de asilo “en días, no en años”. Apoya la expansión y simplificación de las visas de trabajo para reformar la inmigración legal.

### Política exterior
Durante la guerra ruso-ucraniana, Gonzales firmó una carta en la que abogaba porque el presidente Biden le diera aviones de combate F-16 a Ucrania.

## Vida personal
Gonzales es católico. Él y su esposa Angel tienen seis hijos.

## Resultados electorales

### Cámara de Representantes de los Estados Unidos
|  | 50.56 % |

|  | 55.87 % |

|  | 62.35 % |